# Iso Grifo
De Iso Grifo was een exclusieve sportauto, die van 1965 tot 1974 werd gemaakt door het Italiaanse Iso Autoveicoli S.p.A.

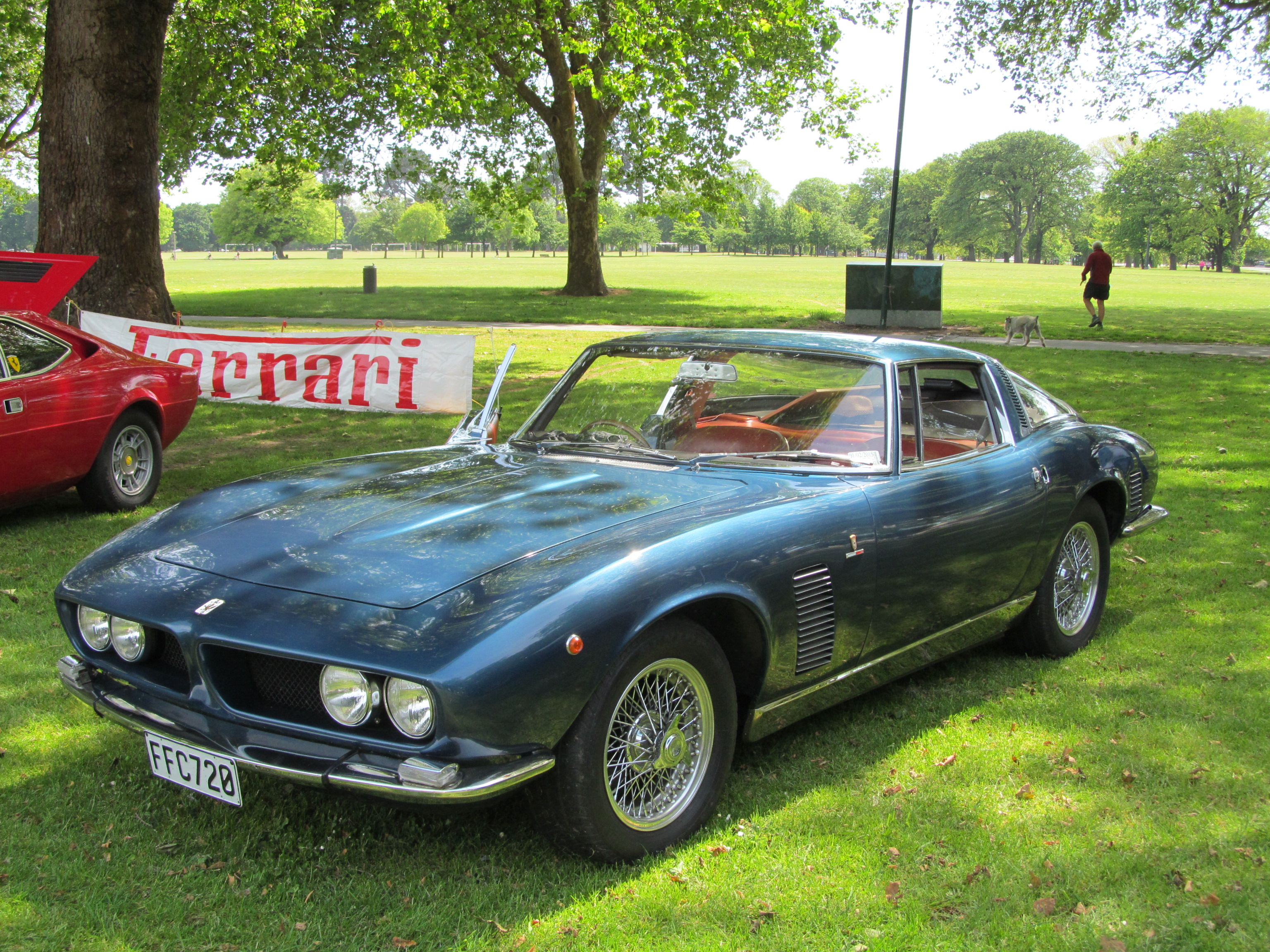
Iso Grifo uit 1966

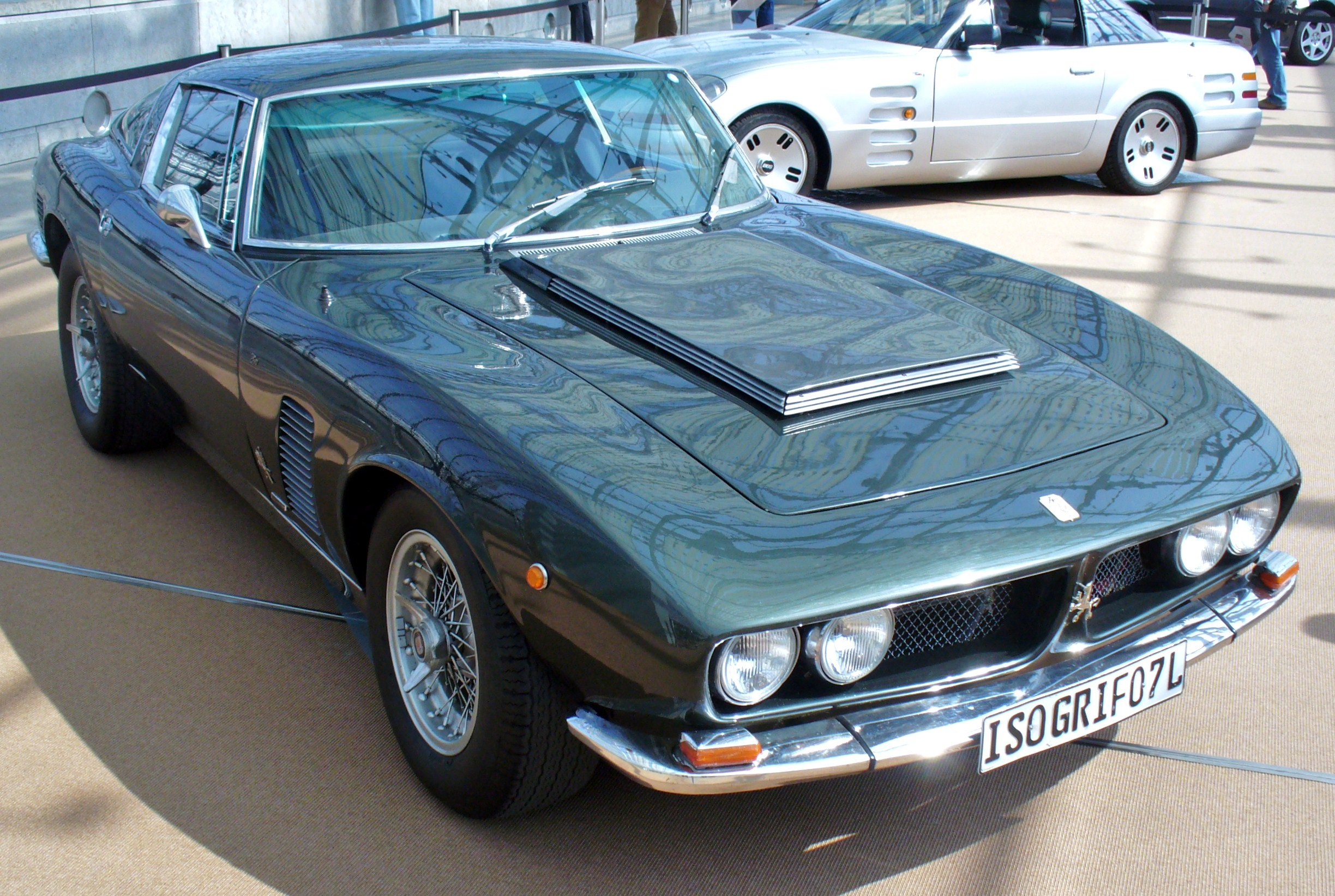
Iso Grifo 7L

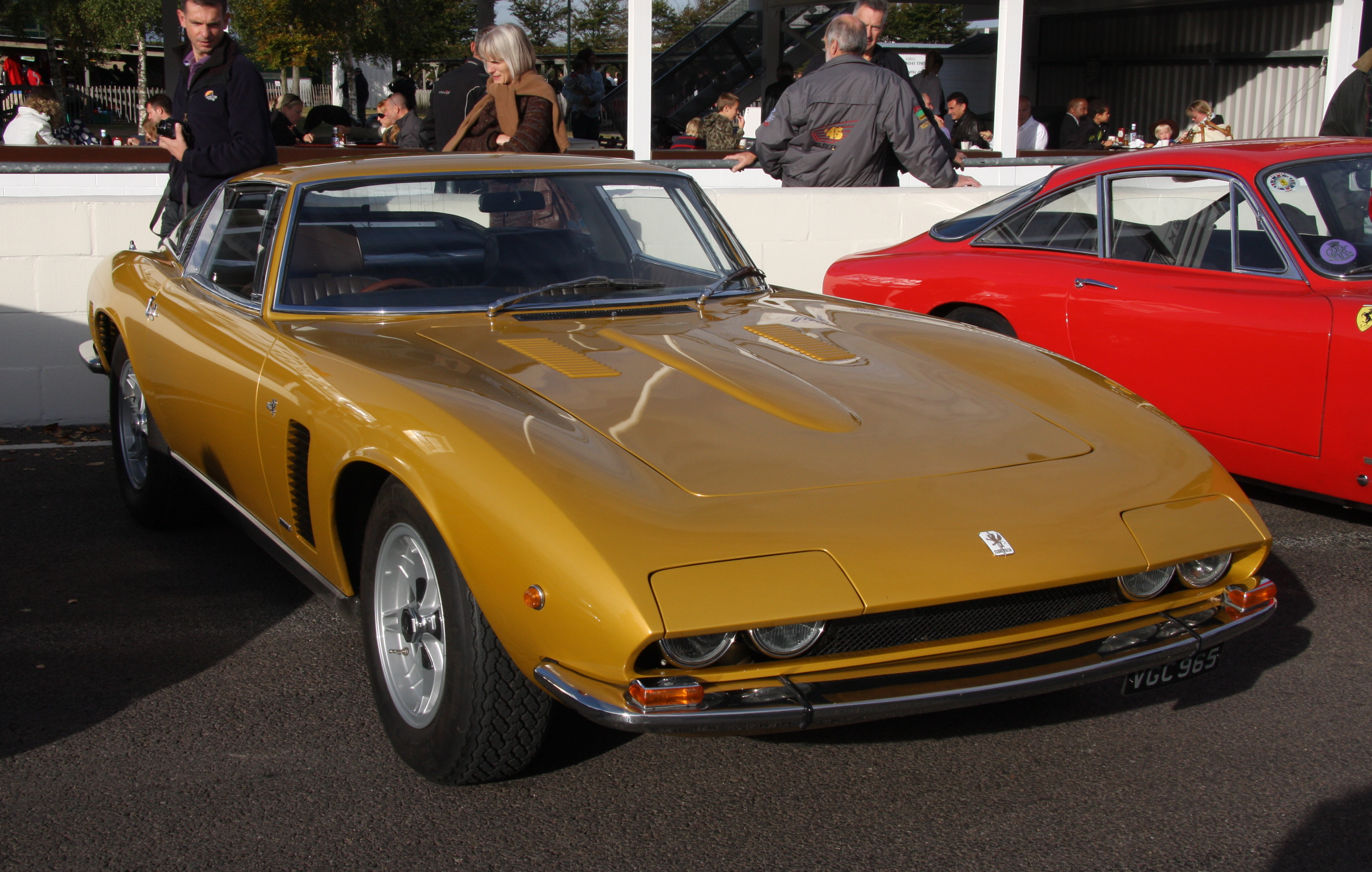
Iso Grifo serie II

De Grifo was bedoeld als concurrent voor de GT- modellen van onder andere Ferrari en Maserati en waren uitgerust met motoren van Amerikaanse makelij, onder meer van Chevrolet en Ford. Het ontwerp was van Giorgetto Giugiaro die toen in dienst was van Bertone en het mechanische gedeelte werd ontwikkeld door Giotto Bizzarrini. 
De eerste productiemodellen verschenen in 1965, voorzien van een Chevrolet 5,4 liter V8-motor en een handgeschakelde vierversnellingsbak van Borg-Warner. In 1968 verscheen een topversie met een 7-liter Chevrolet 'big block'-motor. Hiervoor moest de auto op verschillende punten worden aangepast, uiterlijk is deze versie herkenbaar aan de verhoging van de motorkap (ook wel 'Penthouse' genoemd). Volgens de fabriek moest de 7-Liter een topsnelheid kunnen behalen van 300 km/u. 
In 1970 kwam de Grifo serie II op de markt met een 7,5 liter Ford-motor en een aangepaste carrosserie. Deze werd in 1972 vervangen door de zogeheten Grifo IR-8. Dit zou het laatste model auto zijn van Iso vanwege het faillissement in 1974, onder meer als gevolg van de Oliecrisis van 1973. 

## Productiecijfers
Van de in totaal 413 Iso Grifo's die zijn gebouwd, zijn er 322 van de eerste serie en 78 van de tweede serie. Van de 7-liter versie zijn er 90 gebouwd. De meest zeldzame Grifo's zijn de serie II met een vijfbak (23 exemplaren) en de serie II Targa (4 exemplaren). Vanwege hun zeldzaamheid zijn Grifo's tegenwoordig gewilde verzamelobjecten. 